# Haltham
Haltham is een civil parish in het bestuurlijke gebied East Lindsey, in het Engelse graafschap Lincolnshire. In 2001 telde het dorp 132 inwoners. Haltham ligt in de Lincolnshire Wolds, een natuurgebied dat als Area of Outstanding Natural Beauty is aangemerkt.
Haltham wordt in het Domesday Book van 1086 beschreven als Holtha, met 15 huishoudens en Willem de Veroveraar als landheer.